# Box-office France 2012
Cet article traite du box-office cinéma de 2012 en France.
Selon le CNC, avec un cumul de 203,4 millions entrées en 2012, malgré une baisse de 5,9 % par rapport à l'année 2011, la fréquentation hexagonale a réalisé une quatrième année consécutive au-dessus des 200 millions d'entrées. Le pic d'entrées sur 12 mois glissants a été atteint en juin 2012 avec 221,21 millions d'entrées; il faut remonter à 1966 et ses 234 millions de spectateurs pour avoir un meilleur score.

## Les films à succès

### James Bond au sommet, 50 ans après
Jamais un film de la saga James Bond n'avait atteint la place de numéro un du box-office en France en 50 ans… Jusqu'à Skyfall. En effet, bien que l'espion anglais soit une figure emblématique du cinéma et que ses films aient toujours été des francs succès dans le monde, Skyfall a battu tous les records. Avec 7 millions d'entrées, il dépasse Goldfinger qui était le film de la saga le plus vu au cinéma depuis 1965. Grâce à des critiques dithyrambiques et des vacances de la Toussaint exceptionnelles, James Bond trône pour la toute première fois au sommet du box-office en France. À l'international, il dépasse le milliard de dollars de recettes (une autre première pour un James Bond), et devient le film le plus vu de tous les temps au Royaume-Uni, allant jusqu'à dépasser Avatar.

### Les films français
C'est un bilan mitigé pour les films français. En effet, contrairement à 2011, aucun film n'a eu un succès similaire à celui d’Intouchables, et de nombreux films ont déçu malgré la notoriété des films précédents ou des acteurs. Vingt et un films français ont dépassé la barre du million, le premier classé étant Sur la piste du Marsupilami avec 5,3 millions d'entrées. Réalisé par Alain Chabat, interprétant aussi le héros du film, partageait l'affiche avec Jamel Debbouze dix ans après Astérix et Obélix : Mission Cléopâtre. La Vérité si je mens ! 3 suit avec 4,6 millions d'entrées, un score néanmoins inférieur aux deux premiers épisodes. Enfin, en troisième place, se trouve le dernier volet de la saga Astérix, Astérix et Obélix : Au service de Sa Majesté avec seulement 3,8 millions d'entrées, loin derrière les autres films malgré son budget de 60 millions d'euros.
Si la grande majorité des succès français au box-office sont des comédies (Le Prénom, Les Seigneurs, Stars 80…), certains films d'autres genres ont réussi à se hisser dans le classement. Le film d'action Taken 2 notamment, avec 2,9 millions d'entrées, triplant le score du premier épisode. Dans le genre dramatique, De rouille et d'os, le dernier film de Jacques Audiard présenté au Festival de Cannes, et Cloclo, un biopic sur la vie de Claude François, ont frôlé la barre des 2 millions d'entrées. Deux films d'animation français ont aussi fonctionné, le dessin animé Zarafa a conquis 1,4 million de spectateurs au début de l'année, tandis que Kirikou et les hommes et les femmes, 3e opus des aventures du lutin africain de Michel Ocelot, a quelque peu déçu à l'automne avec seulement 1 million d'entrées cumulées.

### Les films étrangers
Comme chaque année, les productions américaines (et hollywoodiennes) ont occupé une bonne part du box-office. Les franchises ont une fois de plus dominé le classement, à l'image de Skyfall, 23e épisode de James Bond réalisé par Sam Mendes, et 3e avec Daniel Craig dans la peau du célèbre agent secret.
Du côté de l'animation, L'Âge de glace 4 a été le grand gagnant de l'année, en restant 4 semaines en tête du box-office en juillet, faisant largement de lui le premier film estival de l'année avec près de 6,6 millions d'entrées, score équivalent à Harry Potter et les Reliques de la Mort - 2e partie l'année précédente, mais surtout au deuxième opus de la série sorti en 2006. Derrière lui, Madagascar 3 : Bons Baisers d'Europe a souffert d'une sortie pré-estivale pour ne récolter « que » 3,3 millions d'entrées, tandis qu'un peu plus tard dans l'été, Rebelle, treizième film des studios Pixar, a failli le dépasser avec quelque 3,2 millions de spectateurs. Dreamworks s'est tout de même rattrapé à la fin de l'année en sortant un second film, nouveauté du studio intitulée Les Cinq Légendes, qui a attiré 2,8 millions d'entrées en sortant pour Noël, devançant ainsi le Disney saisonnier (Les Mondes de Ralph) qui a déçu avec seulement 1,6 million de spectateurs.
Parmi les autres franchises, quatre d'entre elles ont chacune atteint autour de 4,5 millions d'entrées. Mais c'est Twilight qui a fini devant avec le final de la saga vampirique, le Chapitre 5 : Révélation 2e partie. Le dernier volet de la romance entre Kristen Stewart et Robert Pattinson a de plus effectué la meilleure première semaine de l'année. Autre franchise fantastique de retour, celle de l'adaptation par Peter Jackson de l'œuvre de J. R. R. Tolkien, avec Le Hobbit : Un voyage inattendu, premier volet d'une nouvelle trilogie sur les aventures de Bilbon Sacquet, oncle de Frodon, héros du Seigneur des anneaux. Ce nouveau film en Terre du Milieu, sorti pour Noël, a également atteint les 4,5 millions d'entrées en fin de course. Du côté des super-héros, Christopher Nolan sortait le dernier volet de sa trilogie adaptée de l'univers de Batman, The Dark Knight Rises, qui a profité d'un bon démarrage durant les vacances d'été pour cumuler 4,4 millions de spectateurs. Mais le film de super-héros de l'année au box-office restera Avengers, film regroupant les super-héros Marvel, qui a lui aussi atteint le cap des 4 millions et demi d'entrées au printemps, après une grosse première semaine.
Ces quatre franchises ont en tout cas creusé l'écart avec les autres, puisque c'est un véritable trou que l'on trouve ensuite au classement, The Amazing Spider-Man, Sherlock Holmes 2 et Men in Black 3 restant largement en retrait avec un peu plus de 2 millions d'entrées, Expendables 2 : Unité spéciale (The Expendables 2) les atteignant presque. Hunger Games, nouvelle franchise tirée de romans censée succéder aux succès Harry Potter et Twilight ces prochaines années, n'a pas marqué les esprits en France (seulement 1,7 million d'entrées) alors que le film a cartonné aux États-Unis. Parmi le reste des millionnaires, on retrouvait beaucoup de films à grands réalisateurs, qui ont souvent déçu. Si Dark Shadows de Tim Burton a mieux réussi qu'outre-Atlantique en frôlant la barre des 2 millions lui aussi, le prequel d'Alien de Ridley Scott Prometheus (1,8 million d'entrées), le biopic de Clint Eastwood sur J. Edgar (1,4 million) ou encore la nouvelle adaptation de Millénium : Les Hommes qui n'aimaient pas les femmes (The Girl with the Dragon Tattoo) par David Fincher (1,1 million) n'ont pas été de francs succès pour leur réalisateur. À ce niveau, Ang Lee et Ben Affleck ont été plus méritants en rassemblant respectivement environ 1,6 et 1,4 million d'entrées pour L'Odyssée de Pi et Argo à la fin de l'année, films qui seront plus tard oscarisés. 
Enfin, notons le retour au classement des films ou comédies générationnelles, avec des films tels que Projet X (1,8 million) ou Chronicle (1 million d'entrées), phénomènes de ce début d'année sur les déboires d'adolescents américains, American Pie 4 (1,5 million), ou encore Ted, comédie déjantée de Seth MacFarlane qui a cartonné tout l'été aux États-Unis avant de récolter près d'1,4 million d'entrées en France à l'automne.

## Score des suites comparé à leurs prédécesseurs

### Tendance ascendante
- Skyfall est donc devenu le plus gros succès de la saga James Bond, en effectuant environ 325 000 entrées de plus par rapport au dernier film leader en date, à savoir Goldfinger, troisième volet de la franchise avec Sean Connery sorti en 1965 en France. Ce 23e volet a également dominé largement Quantum of Solace, dernier film en date de la franchise avec Daniel Craig, en le devançant de 3 279 229 entrées.
- Twilight, Chapitre 5 : Révélation - 2e partie est aussi devenu le plus gros succès de la saga des vampires romantiques en France en attirant 887 437 spectateurs de plus que le Chapitre 4 : Révélation - 1re partie sorti un an auparavant, et en effectuant 324 163 entrées de plus par rapport au Twilight, chapitre II : Tentation, précédent record de la saga dans l'Hexagone sorti trois ans plus tôt.
- Bien qu'Avengers soit un cas à part, notons que le film a engrangé 1 930 439 entrées de plus qu’Iron Man 2, auparavant plus grand succès d'un des super-héros de l'équipe Marvel dans une de ses aventures solo.
- The Dark Knight Rises est lui aussi devenu le plus gros succès de la trilogie de Christopher Nolan, en réalisant 1 377 205 entrées supplémentaires par rapport à The Dark Knight et 2 907 441 de plus que Batman Begins.
- Taken 2 a quant à lui surpris en gagnant 1 886 384 spectateurs français par rapport au premier volet. Alors que ce dernier, réalisé par Pierre Morel et produit par Luc Besson, avait été la sensation française de 2008 au box-office américain, sans pour autant cartonner dans l'Hexagone, ce second volet avec toujours Liam Neeson en tête d'affiche a fait aussi parler de lui sur notre territoire cette année.
- Sherlock Holmes : Jeu d'ombres, deuxième volet des aventures du célèbre détective campé par Robert Downey Jr., a de son côté légèrement augmenté sa part d'entrées. Le nouveau film de Guy Ritchie a en effet gagné 224 639 spectateurs par rapport à Sherlock Holmes, sorti deux ans auparavant.
- Egalement sorti deux ans après le premier Expendables, Expendables 2 : Unité spéciale (The Expendables 2) gagne lui aussi quelques entrées : les stars de films d'action des années 1980-90, de nouveau emmenées par Sylvester Stallone, attirent en effet 311 357 spectateurs en plus.
- Voyage au centre de la Terre 2 : L'Île mystérieuse réalise également un score légèrement supérieur au premier film adapté librement du roman de Jules Verne, puisque seulement 84 173 spectateurs supplémentaires ont fait le déplacement.
- Sexy Dance 4 effectue le meilleur score de la série en passant pour la première fois le cap du million. Le film chorégraphique gagne 199 394 entrées de plus par rapport au précédent volet sorti encore deux ans auparavant.

### Tendance à la baisse
- Malgré un nouvel excellent score au box-office France, L'Âge de glace 4 n'a réalisé que le troisième score le plus important de la saga, juste derrière L'Âge de glace 2, qui le devance de seulement 53 645 entrées, et a fait 1 214 874 spectateurs de moins que L'Âge de glace 3, sorti au même moment trois ans plus tôt. Il reste cependant devant le premier L'Âge de glace sorti dix ans plus tôt, avec tout de même 3 529 913 entrées en plus.
- La Vérité si je mens ! 3 fait un score nettement inférieur à La Vérité si je mens ! 2, bien qu'il reste élevé, avec 2 856 193 entrées en moins par rapport à ce dernier sorti en 2001, mais n'est pas loin cependant du score du premier film, qui avait rassemblé 286 071 spectateurs de plus à sa sortie quinze ans auparavant.
- Le premier volet du Hobbit a moins convaincu que les trois volets du Seigneur des anneaux sortis une décennie plus tôt : le nouveau film de Peter Jackson a en effet réalisé respectivement 2 370 877, 2 475 727 et 2 888 379 entrées de moins que La Communauté de l'anneau, Les Deux Tours et Le Retour du roi.
- Astérix et Obélix : Au service de Sa Majesté réalise le moins bon score de la série de films adaptée de la bande-dessinée des célèbres Gaulois. Le quatrième volet cette fois réalisé par Laurent Tirard et emmené par Édouard Baer et (toujours) Gérard Depardieu perd 2 997 399 spectateurs par rapport à Astérix aux Jeux olympiques, troisième opus sorti en 2008 ; 5 128 220 entrées par rapport à Astérix et Obélix contre César, premier épisode sorti en 1999 ; et surtout 10 739 105 par rapport au second, Astérix et Obélix : Mission Cléopâtre, sorti dix ans plus tôt.
- Madagascar 3 réalise le deuxième meilleur score de la série, effectuant tout de même 1 905 260 entrées de moins que Madagascar 2, mais devançant le premier film Madagascar de quelque 148 680 spectateurs.
- The Amazing Spider-Man n'a pas réitéré les importants scores effectués par la première trilogie de Sam Raimi. Le nouveau film de Marc Webb avec Andrew Garfield dans le rôle-titre a attiré respectivement 3 948 614, 2 806 638 et 3 802 260 spectateurs de moins que les trois épisodes avec Tobey Maguire.
- Men in Black 3 a également constitué l'une des déceptions de l'année. Ce nouveau volet regroupant à nouveau Will Smith et Tommy Lee Jones a effectué respectivement 2 577 872 entrées de moins que Men in Black 2 sorti dix ans auparavant et 3 625 741 de moins que le premier volet sorti quinze ans plus tôt.
- Bien que Prometheus soit considéré comme un film indépendant de la franchise Alien, notons que le film de Ridley Scott a réalisé 972 750 entrées de moins que le premier film Alien sorti en 1979, qu'il avait lui-même réalisé.
- Les retours de franchises après dix ans d'absence n'ont pas été de francs succès, puisque encore une fois, American Pie 4 perd 427 580 spectateurs par rapport au précédent volet sorti en 2003, mais surtout 1 103 219 et 1 848 865 entrées par rapport à American Pie 1 et 2.
- Remake d'un film rendu célèbre par son interprète principal (Arnold Schwarzenegger), Total Recall : Mémoires programmées a néanmoins attiré 1 083 633 spectateurs de moins que le film original sorti en 1990.
- Troisième volet des aventures du (tout) petit garçon africain, Kirikou et les hommes et les femmes a perdu 951 062 (jeunes) spectateurs par rapport à Kirikou et les Bêtes sauvages (2e film sorti en 2005) et 453 847 entrées par rapport au premier volet : Kirikou et la Sorcière (sorti en 1998).
- Millénium : Les Hommes qui n'aimaient pas les femmes (The Girl with the Dragon Tattoo), autre remake du film déjà adapté des romans de Stieg Larsson, a effectué 135 950 entrées de moins que la version suédoise sortie en 2009.
- Enfin, Les Vacances de Ducobu, nouveau film sur le célèbre cancre de la BD, de nouveau avec Elie Semoun, a perdu quelque 431 228 spectateurs par rapport au premier film sorti moins d'un an auparavant.

## Les millionnaires
Par pays d'origine des films (Pays producteur principal)
- États-Unis : 33 films
- France : 21 films
- Royaume-Uni : 1 film
- Total : 55 films

| Classement | Titre                                                | Pays                            | Réalisateur                                     | Box-office France | Semaines |
| ---------- | ---------------------------------------------------- | ------------------------------- | ----------------------------------------------- | ----------------- | -------- |
| 1.         | Skyfall                                              |                                 | Sam Mendes                                      | 7 003 902 entrées | 18 (fin) |
| 2.         | L'Âge de glace 4 : La Dérive des continents          |                                 | Steve Martino / Mike Thurmeier                  | 6 588 883 entrées | 21 (fin) |
| 3.         | Sur la piste du Marsupilami                          |                                 | Alain Chabat                                    | 5 304 366 entrées | 12 (fin) |
| 4.         | La Vérité si je mens ! 3                             |                                 | Thomas Gilou                                    | 4 613 791 entrées | 10 (fin) |
| 5.         | Twilight - Chapitre V : Révélation - 2e partie       |                                 | Bill Condon                                     | 4 525 647 entrées | 12 (fin) |
| 6.         | Avengers                                             | Joss Whedon                     | 4 505 704 entrées                               | 14 (fin)          |          |
| 7.         | Le Hobbit : Un voyage inattendu                      | États-Unis d'Amérique           | Peter Jackson                                   | 4 505 525 entrées | 11 (fin) |
| 8.         | The Dark Knight Rises                                |                                 | Christopher Nolan                               | 4 413 773 entrées | 14 (fin) |
| 9.         | Astérix et Obélix : Au service de Sa Majesté         |                                 | Laurent Tirard                                  | 3 820 404 entrées | 13 (fin) |
| 10.        | Madagascar 3 : Bons Baisers d'Europe                 |                                 | Eric Darnell / Conrad Vernon / Tom McGrath      | 3 343 533 entrées | 25 (fin) |
| 11.        | Le Prénom                                            |                                 | Alexandre de La Patellière / Matthieu Delaporte | 3 340 610 entrées | 20 (fin) |
| 12.        | Rebelle                                              |                                 | Mark Andrews / Brenda Chapman                   | 3 233 520 entrées | 20 (fin) |
| 13.        | Taken 2                                              |                                 | Olivier Megaton                                 | 2 903 637 entrées | 9 (fin)  |
| 14.        | Les Cinq Légendes                                    |                                 | Peter Ramsey                                    | 2 833 326 entrées | 20 (fin) |
| 15.        | Les Seigneurs                                        |                                 | Olivier Dahan                                   | 2 715 019 entrées | 8 (fin)  |
| 16.        | The Amazing Spider-Man                               |                                 | Marc Webb                                       | 2 541 995 entrées | 11 (fin) |
| 17.        | Sherlock Holmes : Jeu d'ombres                       |                                 | Guy Ritchie                                     | 2 381 964 entrées | 8 (fin)  |
| 18.        | Les Infidèles                                        |                                 | Jean Dujardin / Gilles Lellouche…               | 2 301 045 entrées | 10 (fin) |
| 19.        | De l'autre côté du périph                            | David Charhon                   | 2 231 910 entrées                               | 12 (fin)          |          |
| 20.        | Men in Black 3                                       |                                 | Barry Sonnenfeld                                | 2 129 210 entrées | 13 (fin) |
| 21.        | Expendables 2 : Unité spéciale                       |                                 | Simon West                                      | 1 962 967 entrées | 9 (fin)  |
| 22.        | Blanche-Neige et le Chasseur                         |                                 | Rupert Sanders                                  | 1 955 857 entrées | 11 (fin) |
| 23.        | Dark Shadows                                         |                                 | Tim Burton                                      | 1 951 438 entrées | 15 (fin) |
| 24.        | De rouille et d'os                                   |                                 | Jacques Audiard                                 | 1 930 536 entrées | 17 (fin) |
| 25.        | Stars 80                                             |                                 | Frédéric Forestier / Thomas Langmann            | 1 866 509 entrées | 12 (fin) |
| 26.        | Prometheus                                           |                                 | Ridley Scott                                    | 1 837 125 entrées | 13 (fin) |
| 27.        | Un bonheur n'arrive jamais seul                      |                                 | James Huth                                      | 1 828 750 entrées | 12 (fin) |
| 28.        | Projet X                                             |                                 | Nima Nourizadeh                                 | 1 826 842 entrées | 9 (fin)  |
| 29.        | Cloclo                                               |                                 | Florent-Emilio Siri                             | 1 791 770 entrées | 11 (fin) |
| 30.        | Hunger Games                                         |                                 | Gary Ross                                       | 1 730 052 entrées | 11 (fin) |
| 31.        | Les Mondes de Ralph                                  | Rich Moore                      | 1 652 667 entrées                               | 15 (fin)          |          |
| 32.        | L'Odyssée de Pi                                      |                                 | Ang Lee                                         | 1 594 514 entrées | 13 (fin) |
| 33.        | American Pie 4                                       |                                 | Jon Hurwitz / Hayden Schlossberg                | 1 525 337 entrées | 8 (fin)  |
| 34.        | Clochette et le Secret des fées                      | Peggy Holmes / Roberts Gannaway | 1 471 084 entrées                               | 10 (fin)          |          |
| 35.        | Zarafa                                               |                                 | Rémi Bezançon / Jean-Christophe Lie             | 1 448 685 entrées | 24 (fin) |
| 36.        | Mince alors !                                        |                                 | Charlotte de Turckheim                          | 1 446 440 entrées | 9 (fin)  |
| 37.        | J. Edgar                                             |                                 | Clint Eastwood                                  | 1 443 476 entrées | 13 (fin) |
| 38.        | Jack Reacher                                         | Christopher McQuarrie           | 1 410 051 entrées                               | 7 (fin)           |          |
| 39.        | Ted                                                  | Seth MacFarlane                 | 1 378 875 entrées                               | 9 (fin)           |          |
| 40.        | Argo                                                 | Ben Affleck                     | 1 375 884 entrées                               | 24 (fin)          |          |
| 41.        | Voyage au centre de la Terre 2 : L'Île mystérieuse   | Brad Peyton                     | 1 303 369 entrées                               | 6 (fin)           |          |
| 42.        | Total Recall : Mémoires programmées                  |                                 | Len Wiseman                                     | 1 276 485 entrées | 8 (fin)  |
| 43.        | Un plan parfait                                      |                                 | Pascal Chaumeil                                 | 1 203 215 entrées | 8 (fin)  |
| 44.        | Dans la maison                                       | François Ozon                   | 1 195 518 entrées                               | 22 (fin)          |          |
| 45.        | Populaire                                            | Régis Roinsard                  | 1 167 403 entrées                               | 16 (fin)          |          |
| 46.        | Titanic 3D                                           |                                 | James Cameron                                   | 1 139 388 entrées | 8 (fin)  |
| 47.        | Sexy Dance 4 : Miami Heat                            | Scott Speer                     | 1 121 544 entrées                               | 10 (fin)          |          |
| 48.        | Kirikou et les hommes et les femmes                  |                                 | Michel Ocelot                                   | 1 082 822 entrées | 12 (fin) |
| 49.        | Millénium : Les Hommes qui n'aimaient pas les femmes |                                 | David Fincher                                   | 1 080 239 entrées | 11 (fin) |
| 50.        | Battleship                                           |                                 | Peter Berg                                      | 1 063 484 entrées | 7 (fin)  |
| 51.        | Les Vacances de Ducobu                               |                                 | Philippe de Chauveron                           | 1 056 337 entrées | 10 (fin) |
| 52.        | Les Saveurs du palais                                | Christian Vincent               | 1 022 766 entrées                               | 13 (fin)          |          |
| 53.        | John Carter                                          |                                 | Andrew Stanton                                  | 1 021 013 entrées | 10 (fin) |
| 54.        | Chronicle                                            |                                 | Josh Trank                                      | 1 020 366 entrées | 7 (fin)  |
| 55.        | Les Kaïra                                            |                                 | Franck Gastambide                               | 1 016 184 entrées | 16 (fin) |

## Les records par semaine
| Semaines    | Titre                                          | Pays      | Réalisateur                    | Entrées   |
| ----------- | ---------------------------------------------- | --------- | ------------------------------ | --------- |
| 1re semaine | Twilight - Chapitre V : Révélation - 2e partie |           | Bill Condon                    | 2 409 923 |
| 2e semaine  | Skyfall                                        |           | Sam Mendes                     | 2 186 661 |
| 3e semaine  | Skyfall                                        | 1 136 474 | Sam Mendes                     |           |
| 4e semaine  | Sur la piste du Marsupilami                    |           | Alain Chabat                   | 615 166   |
| 5e semaine  | L'Âge de glace 4 : La Dérive des continents    |           | Steve Martino / Mike Thurmeier | 431 167   |
| 6e semaine  | L'Âge de glace 4 : La Dérive des continents    | 364 241   | Steve Martino / Mike Thurmeier |           |
| 7e semaine  | L'Âge de glace 4 : La Dérive des continents    | 197 976   | Steve Martino / Mike Thurmeier |           |
| 8e semaine  | L'Âge de glace 4 : La Dérive des continents    | 165 172   | Steve Martino / Mike Thurmeier |           |
| 9e semaine  | L'Âge de glace 4 : La Dérive des continents    | 173 475   | Steve Martino / Mike Thurmeier |           |
| 10e semaine | L'Âge de glace 4 : La Dérive des continents    | 157 598   | Steve Martino / Mike Thurmeier |           |

## Plus longues durées à l'affiche
| Semaines    | Titre                                | Pays                                     | Réalisateur                                |
| ----------- | ------------------------------------ | ---------------------------------------- | ------------------------------------------ |
| 37 semaines | Barbara                              | Allemagne                                | Christian Petzold                          |
| 33 semaines | Les Femmes du bus 678                | Égypte                                   | Mohamed Diab                               |
| 30 semaines | La Part des anges                    | Royaume-Uni / France / Belgique / Italie | Ken Loach                                  |
| 25 semaines | Madagascar 3 : Bons Baisers d'Europe | États-Unis                               | Eric Darnell / Conrad Vernon / Tom McGrath |
| 25 semaines | Amour                                | France / Autriche / Allemagne            | Michael Haneke                             |
| 24 semaines | Argo                                 | États-Unis                               | Ben Affleck                                |
| 24 semaines | Zarafa                               | France / Belgique                        | Rémi Bezançon / Jean-Christophe Lie        |
| 24 semaines | Le Jour des corneilles               | France / Belgique / Luxembourg / Canada  | Jean-Christophe Dessaint                   |

## Box-office par semaine
| #  | Semaine                           | Film no 1                                            | Pays              | Entrées           |
| -- | --------------------------------- | ---------------------------------------------------- | ----------------- | ----------------- |
| 1  | 4 janvier au 10 janvier 2012      | Intouchables                                         |                   | 687 681 entrées   |
| 2  | 11 janvier au 17 janvier 2012     | J. Edgar                                             |                   | 627 624 entrées   |
| 3  | 18 janvier au 24 janvier 2012     | Millénium : Les Hommes qui n'aimaient pas les femmes |                   | 477 509 entrées   |
| 4  | 25 janvier au 31 janvier 2012     | Sherlock Holmes : Jeu d'ombres                       |                   | 981 375 entrées   |
| 5  | 1er février au 7 février 2012     | La Vérité si je mens ! 3                             |                   | 1 944 022 entrées |
| 6  | 8 février au 14 février 2012      | La Vérité si je mens ! 3                             | 1 059 930 entrées |                   |
| 7  | 15 février au 21 février 2012     | La Vérité si je mens ! 3                             | 742 335 entrées   |                   |
| 8  | 22 février au 28 février 2012     | Chronicle                                            |                   | 458 842 entrées   |
| 9  | 29 février au 6 mars 2012         | Les Infidèles                                        |                   | 1 082 028 entrées |
| 10 | 7 mars au 13 mars 2012            | Les Infidèles                                        | 550 596 entrées   |                   |
| 11 | 14 mars au 20 mars 2012           | Cloclo                                               |                   | 1 006 479 entrées |
| 12 | 21 mars au 27 mars 2012           | Hunger Games                                         |                   | 509 426 entrées   |
| 13 | 28 mars au 3 avril 2012           | Mince alors !                                        |                   | 365 886 entrées   |
| 14 | 4 avril au 10 avril 2012          | Sur la piste du Marsupilami                          |                   | 1 728 270 entrées |
| 15 | 11 avril au 17 avril 2012         | Sur la piste du Marsupilami                          | 1 288 098 entrées |                   |
| 16 | 18 avril au 24 avril 2012         | Sur la piste du Marsupilami                          | 1 015 296 entrées |                   |
| 17 | 25 avril au 1er mai 2012          | Avengers                                             |                   | 2 041 362 entrées |
| 18 | 2 mai au 8 mai 2012               | Avengers                                             | 1 101 255 entrées |                   |
| 19 | 9 mai au 15 mai 2012              | Dark Shadows                                         |                   | 676 890 entrées   |
| 20 | 16 mai au 22 mai 2012             | De rouille et d'os                                   |                   | 651 578 entrées   |
| 21 | 23 mai au 29 mai 2012             | Men in Black 3                                       |                   | 802 879 entrées   |
| 22 | 30 mai au 5 juin 2012             | Prometheus                                           |                   | 812 356 entrées   |
| 23 | 6 juin au 12 juin 2012            | Madagascar 3 : Bons Baisers d'Europe                 |                   | 1 087 767 entrées |
| 24 | 13 juin au 19 juin 2012           | Blanche-Neige et le Chasseur                         |                   | 706 260 entrées   |
| 25 | 20 juin au 26 juin 2012           | Blanche-Neige et le Chasseur                         | 512 764 entrées   |                   |
| 26 | 27 juin au 3 juillet 2012         | L'Âge de glace 4 : La Dérive des continents          |                   | 1 767 490 entrées |
| 27 | 4 juillet au 10 juillet 2012      | L'Âge de glace 4 : La Dérive des continents          | 1 397 190 entrées |                   |
| 28 | 11 juillet au 17 juillet 2012     | L'Âge de glace 4 : La Dérive des continents          | 1 066 947 entrées |                   |
| 29 | 18 juillet au 24 juillet 2012     | L'Âge de glace 4 : La Dérive des continents          | 547 843 entrées   |                   |
| 30 | 25 juillet au 31 juillet 2012     | The Dark Knight Rises                                |                   | 1 835 547 entrées |
| 31 | 1er août au 7 août 2012           | Rebelle                                              |                   | 955 285 entrées   |
| 32 | 8 août au 14 août 2012            | Rebelle                                              | 490 863 entrées   |                   |
| 33 | 15 août au 21 août 2012           | Total Recall : Mémoires programmées                  |                   | 551 476 entrées   |
| 34 | 22 août au 28 août 2012           | Expendables 2 : Unité spéciale                       |                   | 935 219 entrées   |
| 35 | 29 août au 4 septembre 2012       | Expendables 2 : Unité spéciale                       | 500 906 entrées   |                   |
| 36 | 5 septembre au 11 septembre 2012  | Expendables 2 : Unité spéciale                       | 219 085 entrées   |                   |
| 37 | 12 septembre au 18 septembre 2012 | Camille redouble                                     |                   | 244 443 entrées   |
| 38 | 19 septembre au 25 septembre 2012 | Jason Bourne : L'Héritage                            |                   | 485 799 entrées   |
| 39 | 26 septembre au 2 octobre 2012    | Les Seigneurs                                        |                   | 1 088 676 entrées |
| 40 | 3 octobre au 9 octobre 2012       | Taken 2                                              |                   | 1 231 066 entrées |
| 41 | 10 octobre au 16 octobre 2012     | Taken 2                                              | 717 111 entrées   |                   |
| 42 | 17 octobre au 23 octobre 2012     | Astérix et Obélix : Au service de Sa Majesté         |                   | 1 132 279 entrées |
| 43 | 24 octobre au 30 octobre 2012     | Skyfall                                              |                   | 1 839 220 entrées |
| 44 | 31 octobre au 6 novembre 2012     | Skyfall                                              | 2 186 661 entrées |                   |
| 45 | 7 novembre au 13 novembre 2012    | Skyfall                                              | 1 136 474 entrées |                   |
| 46 | 14 novembre au 20 novembre 2012   | Twilight - Chapitre V : Révélation - 2e partie       |                   | 2 409 923 entrées |
| 47 | 21 novembre au 27 novembre 2012   | Twilight - Chapitre V : Révélation - 2e partie       | 1 029 989 entrées |                   |
| 48 | 28 novembre au 4 décembre 2012    | Les Cinq Légendes                                    | 571 590 entrées   |                   |
| 49 | 5 décembre au 11 décembre 2012    | Les Cinq Légendes                                    | 402 279 entrées   |                   |
| 50 | 12 décembre au 18 décembre 2012   | Le Hobbit : Un voyage inattendu                      |                   | 1 434 119 entrées |
| 51 | 19 décembre au 25 décembre 2012   | Le Hobbit : Un voyage inattendu                      | 900 000 entrées   |                   |
| 52 | 26 décembre au 1er janvier 2013   | Le Hobbit : Un voyage inattendu                      | 1 109 453 entrées |                   |

## À voir également
- Box office des films français dans le monde en 2012